# Tomás
Pour les articles homonymes, voir Tomas.
Pedro Tomás Reñones Crego, plus communément appelé Tomás, (né le 9 août 1960 à Saint-Jacques-de-Compostelle) est un footballeur international espagnol qui occupe le poste d'arrière droit entre 1981 et 1998.

## Carrière de joueur

### En club
Tomás a évolué au début de sa carrière au SD Compostela durant une saison avant d'intégrer l'Atlético de Madrid. Il joue d'abord dans l'équipe B du club durant deux saisons avant de rejoindre l'équipe principale. Il joue douze saisons au sein de cette équipe et remporte notamment le doublé coupe du Roi-Championnat en 1996. Il termine sa carrière en division inférieure à l'CA Marbella puis à l'UD San Pedro.

### En sélection
Sa première sélection en équipe nationale a eu lieu le 20 novembre 1985 contre l'Autriche. Il a joué 19 fois pour La Roja. Il a fait partie de la sélection pour la Coupe du monde 1986 et pour l'Euro 1988.

## Palmarès
- Atlético de Madrid :
  - Championnat d'Espagne de football : 1995–1996
  - Coupe du Roi : 1984–1985, 1990-1991, 1991-1992, 1995-1996
  - Supercoupe d'Espagne : 1985

## Carrière politique
À la suite de l'arrêt de sa carrière de joueur, Tomás Reñones embrasse la voie politique au sein du GIL (« Groupe indépendant libéral »), parti fondé par le président de l'Atlético Jesús Gil. Il est élu adjoint aux sports de la ville de Marbella. À la suite de l'arrestation de la maire Marisol Yagüe par la police en mars 2006, il devient maire par intérim. Il est à son tour arrêté par la police lors de l'opération Malaya.